# Карате клуб Херцеговац
Карате клуб „Херцеговац“ је карате клуб из Билеће. 

## Историјат
При Спортском друштву „Билећанин“, које је дјеловало у билећкој Гимназији „Иво Лола Рибар“, 1971. основан је Kарате клуб „Билећанин“. Покретачи и оснивачи клуба били су Љубиша Војновић и Божо Ивковић, а први предсједник Радослав Гњато. Клуб је 1973. промијенио назив у Карате клуб „Херцеговац“. На првенству СФРЈ у Улцињу (1987) женски тим, у саставу: Данијела Радан Козјак, Амра Овчина и Анела Перван, освојио је златну медаљу у катама. Прву међународну медаљу донијела је Дајана Вујовић, која је у саставу репрезентације Републике Српске освојила друго мјесто на Свјетском првенству за јуниоре и Свјетском купу за дјецу у Дармштату, Њемачка (2004). На Свјетском купу у Новом Месту, Словенија (2008) медаље су освојили: Јелена Козјак (златна медаља у борбама и бронзана у катама у конкуренцији нада), Данијела Милошевић (златна медаља у катама у конкуренцији пионира) и Дајана Јокановић (сребрна медаља у борбама у конкуренцији нада). На Свјетском првенству за јуниоре и кадете и Свјетском купу за дјецу у Каорлеу, Италија (2010), као чланови репрезентације Републике Српске, прво мјесто у катама појединачно освојили су Никола Даковић и Данијела Милошевић (пионири), Јелена
Козјак у борбама појединачно (кадети), те Владислав Дангубић, Милош Бајовић и Немања Топаловић (јуниори) прво мјесто у борбама екипно и треће мјесто у катама екипно. Године 2021. клуб је имао око 120 чланова у свим узрасним категоријама.